# Colonia (zoologia)

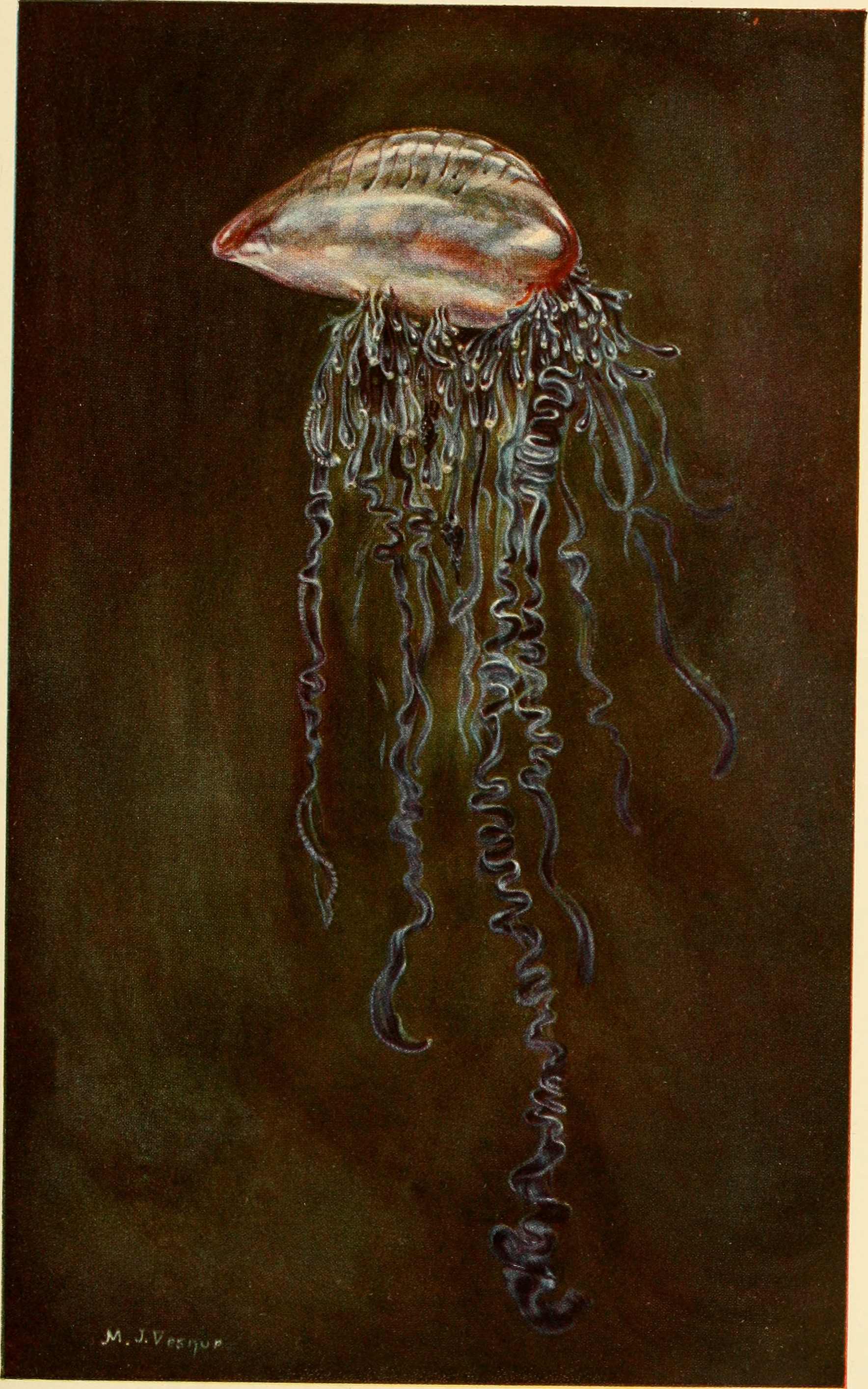
La caravella portoghese è composta da una colonia di zooidi.

Una colonia è un clone animale formato da individui che rimangono fisicamente uniti.
Esempi di animali coloniali sono i coralli, molte spugne, le ascidie.
Nelle colonie ci può anche essere una specializzazione che può giungere fino all'esistenza di individui fertili e sterili.
Differente dal concetto di società animale, anche se spesso il termine è usato in senso estensivo.